# Ine Schenkkan
Ine Schenkkan (Fort-de-Kock (West-Sumatra), 21 december 1941 – Amsterdam, 5 juni 2001) was een Nederlands danseres en televisie- en filmregisseuse.

## Biografie
Schenkkan begon haar loopbaan als danseres bij Het Nationale Ballet, maar koos op eenentwintigjarige leeftijd vanwege gebroken tenen noodgedwongen voor een andere carrière. Ze volgde op de Nederlandse Film en Televisie Academie een opleiding tot cameravrouw. In 1966 studeerde ze af aan de filmacademie. Ze speelde in dat jaar in de door Anton Haakman geregisseerde film Thijs valt.
Als editor werkte ze samen met onder anderen Paul Verhoeven. Ze maakte haar regiedebuut in 1982 met de film Aanstelleritis. In 1987 ging de film Vroeger is dood, die bekroond werd met een Gouden Kalf, in première. Ze werd hierover op 13 februari 1987 geïnterviewd voor het radioprogramma Finale van de TROS. In de jaren negentig regisseerde ze enkele afleveringen van de televisieserie Flodder.

## Filmografie

### Montage
- Rufus (1975)
- Sil de Strandjutter (1976, televisieserie)
- Maarten 't Hart en de ingesleten gewoonte (1977, een aflevering van NOS Beeldspraak)
- De krans (1978, korte film)
- Een vrouw als Eva (1979)
- De Taal is gansch het volk (1979)
- Voorbij, voorbij (1979)
- Spetters (1980)
- Twee vorstinnen en een vorst (1981)
- De vierde man (1983)
- De grens (1984)
- Dekmantel (1985)
- Flesh & Blood (1985)

### Regie en/of scenario
- Aanstelleritis (1982)
- Vroeger is dood (1987)
- Jan Rap en z'n maat (1989)
- Soekarno (1995)
- Flodder (1995)